# Sequim
Sequim ([skwɪm] ) ist eine Stadt im Bundesstaat Washington. Sie liegt am Dungeness River am Fuß der Olympic Mountains und gehört zum Clallam County. Die Volkszählung im Jahr 2020 ergab eine Einwohnerzahl von 8.024 Menschen auf einer Fläche von 16,5 km².
Der Name stammt aus der Sprache der Indianer vom Stamm der Klallam, welche vor der Ankunft der ersten Europäer in diesem Gebiet lebten, und heißt übersetzt: Jagdgebiet (place for going to shoot).

## Klima
Sequim liegt im Regenschatten der Olympic Mountains, was für eine in dieser Region niedrige Niederschlagsrate von 410 mm pro Jahr sorgt – daher auch der Spitzname Sunny Sequim, denn dieser Wert ist u. a. vergleichbar mit Los Angeles, Kalifornien. Dies ist insofern bemerkenswert, als nicht weit entfernt einige der feuchtesten gemäßigten Regenwälder der Vereinigten Staaten liegen. Diese klimatische Besonderheit wird manchmal als „blaues Loch von Sequim“ (blue hole of Sequim) bezeichnet. Von der Juan-de-Fuca-Straße verursachte Luftströmungen sorgen trotzdem für eine relativ hohe Luftfeuchte, welche stellenweise das Wachstum von überraschend vielfältigen Hochwäldern ermöglicht. Ursprünglich war das Gelände von Eichen durchzogen, welche auf einem sandigen, lehmigen Boden wuchsen. Landwirtschaft und die Entwicklung des Dungeness Valleys änderten jedoch das Ökosystem, so dass heute u. a. auch amerikanische Erdbeerbäume, Küstenkiefern, Oregon-Ahorne oder auch westliche Balsam-Pappeln zu finden sind.

## Wirtschaft
Die klimatischen Verhältnisse sorgen dafür, dass rund um die Stadt der Anbau von Lavendel besonders gute Erträge bringt. Dies macht Sequim zur „Lavendelhauptstadt Nordamerikas“ (Lavender Capital of North America).
Darüber hinaus unterhält das Pacific Northwest National Laboratory in Sequim als Zweigstelle sein Marine Science Laboratory.

## Partnerstädte
Sequims Partnerstadt ist Shisō (Hyōgo) in Japan. Die beiden Städte verfügen über ein gemeinsames Schüleraustauschprogramm, welches die Sequim High- und Middle-School einbezieht.